# Guasti
Guasti, in precedenza nota come South Cucamonga e Zucker, è un'area non incorporata situata nella regione della Cucamonga Valley nella Pomona Valley, nella parte sud-occidentale della contea di San Bernardino, in California.

## Geografia fisica
Situata ai piedi delle San Bernardino Mountains, Guasti si trova nello svincolo tra le autostrade numero 10 (San Bernardino), 15 (Ontario) e 60 (Pomona), a 3,5 miglia (5,6 km) ad est del centro di Ontario, vicino all'Aeroporto Internazionale di Ontario.

## Storia
Nel 1904 Secondo Guasti, emigrante piemontese proveniente da Mombaruzzo, in provincia di Asti, dove era nato nel 1859, arrivò a Los Angeles dopo alterne vicende. In breve si mise in proprio, dando vita a quella che doveva diventare una delle più grandi aziende del settore vitivinicolo, la "Italian vineyard Company". Impiantò vigneti e costruì uno stabilimento per la vinificazione. Attorno al nucleo agricolo e industriale sorse una città che oggi porta il suo nome. L'area si trova nella regione della Cucamonga Valley AVA, nel 1917 i vigneti di Cucamonga-Guasti occupavano oltre 20.000 acri e Secondo Guasti pubblicizzava la sua vigna come "la più grande del mondo".

## Monumenti e luoghi d'interesse

### Architetture religiose
La chiesa di San Secondo fu costruita inizialmente come cappella destinata alla famiglia Guasti e ai lavoranti della vineria, anche se divenne in seguito la chiesa parrocchiale della piccola città. Secondo Guasti la costruì in ricordo della città da cui era partito come emigrante, Asti, il cui santo patrono è proprio San Secondo. Sulla facciata è presente una lapide celebrativa del fondatore.

### Architetture civili
Guasti ha un ufficio postale con ZIP code 91743. Il primo ufficio postale della comunità fu aperto con il nome di Zucker nel 1887 e chiuse nel 1900. In seguito venne inaugurato un nuovo ufficio postale nel 1910.